# Haematoxylum

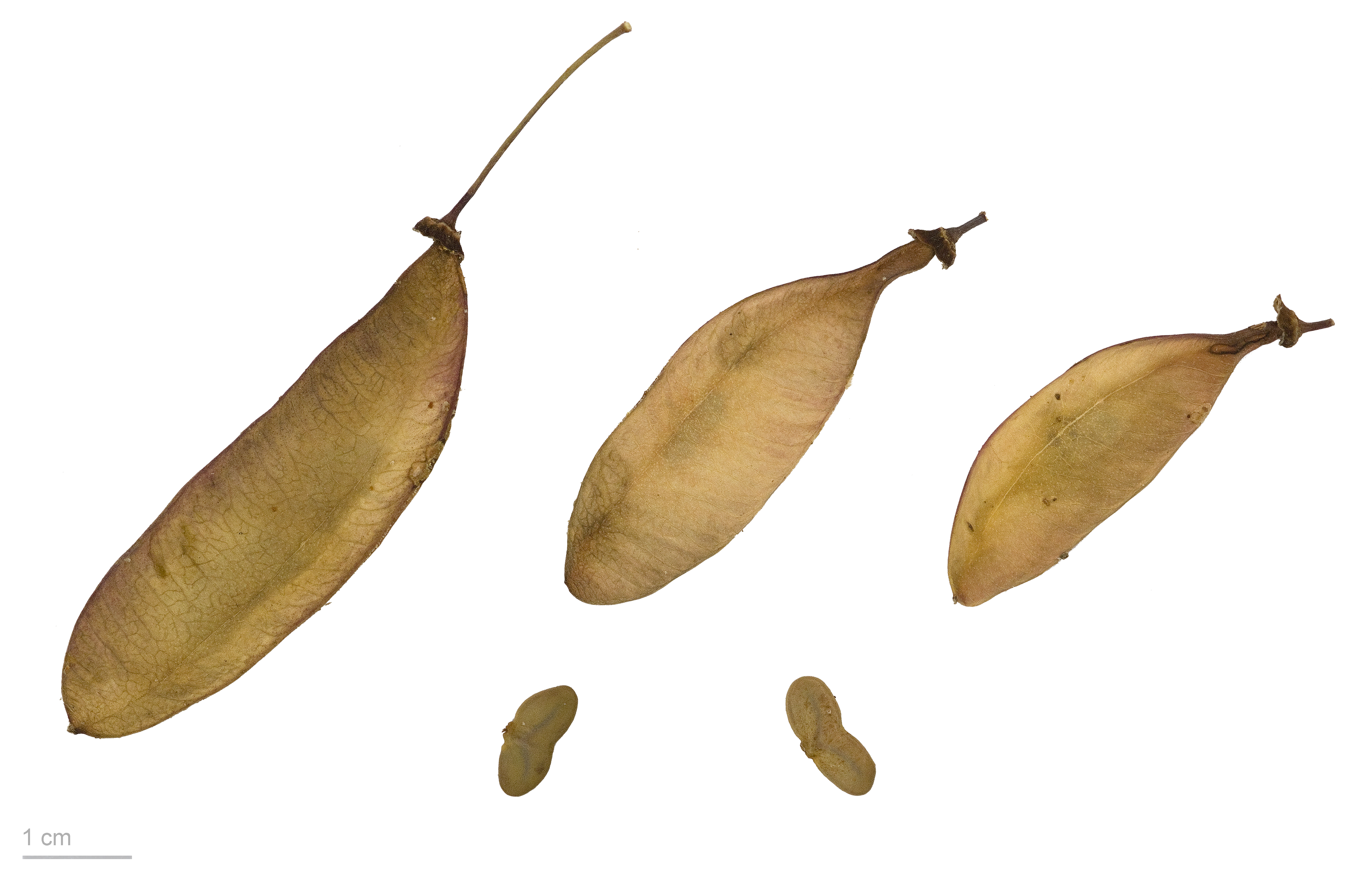
Haematoxylum brasiletto

El género Haematoxylum son árboles de la familia Fabaceae naturales de Centroamérica e importantes porque desde el descubrimiento de América por los españoles se utilizó su madera para la producción de tintes.

## Descripción
Son arbustos o árboles, que alcanzan un tamaño de 2–10 (12) m de alto, tronco profundamente estriado; ramas frecuentemente espiraladas y armadas con espinas fuertes de HASTA 2 cm de largo. Hojas paripinnadas, 5–8 cm de largo; folíolos generalmente 3 pares, obovados a suborbiculares, con frecuencia ampliamente cuneados, 1.5–3 cm de largo y 1–2.5 cm de ancho, ápice profundamente emarginado, base aguda. Inflorescencias racimos axilares, 1.5–3 cm de largo, con pocas flores, pedicelos 10–20 mm de largo, glabros; cáliz levemente campanulado, lobos 5, 5 mm de largo; pétalos 5, oblongos, 7–8 mm de largo, amarillos; estambres 10, libres, casi tan largos como los pétalos, filamentos pilosos en la base; ovario cortamente pedicelado, glabro. Fruto separándose por una hendedura longitudinal a lo largo de la mitad de cada valva, lanceolado-oblongo, plano, 3–8 cm de largo y 8–15 mm de ancho, membranáceo, delicadamente reticulado; semillas 2–3, transversales, oblongas, 6–9 mm de largo y 2–3 mm de ancho.

## Taxonomía
El género fue descrito por Carlos Linneo y publicado en Species Plantarum 1: 384, en 1753.

#### Etimología
Haematoxylum: nombre genérico que deriva de las palabras griegas: haemato = "sangre" y xylum = árbol.

## Especies
- Haematoxylum brasiletto H.Karst. - palo brasil, Brazilette, Peachwood (México, Centroamérica, Colombia)
- Haematoxylum campechianum L. - Logwood (México meridional, Norte de Centroamérica)
- Haematoxylum dinteri (Harms) Harms (anteriormente en el genus Cæsalpinia) (Namibia)[2]